# (13116) Hortensia
(13116) Hortensia (1993 TG26) – planetoida z pasa głównego asteroid okrążająca Słońce w ciągu 5,18 lat w średniej odległości 2,99 j.a. Odkryta 9 października 1993 roku.